# Mujo Dizdar
Mujo Dizdar, bosansko-hercegovski general, * 5. marec 1922, Livno, Kraljevina SHS.

## Življenjepis
Leta 1941 je vstopil v NOVJ in v KPJ. Med vojno je bil namestnik intendanta 5. dalmatinske brigade, pomočnik načelnika intendanture 8. korpusa, pomočnik intendanta 4. armade,...
Po vojni je končal Višjo intendantsko vojaško akademijo JLA in bil načelnik I. oddelka Intendantske uprave JLA, načelnik Intendantskega inštituta, načelnik Intendantske upave DSNO,...

## Odlikovanja
- Red zaslug za ljudstvo
- Red bratstva in enotnosti